# كأس روسيا لكرة القدم 1994–95
كأس روسيا لكرة القدم 1994–95 (بالروسية: Кубок России по футболу 1994/1995)‏ هو موسم من كأس روسيا لكرة القدم. أقيم خلال الفترة 8 مايو 1994 وحتى 14 يونيو 1995، وفاز فيه دينامو موسكو.